# Bootylicious
"Bootylicious" is een nummer van de Amerikaanse r&b-groep Destiny's Child. Het is geschreven door Rob Fusari, Melissa Hinz en groeplid Beyoncé van hun derde studioalbum Survivor, dat in 2001 uitkwam. Het nummer bevat een sample van Stevie Nicks' single "Edge of Seventeen".

## Achtergrond
Het nummer kwam uit als de tweede single van het album in 2001 en werd daarmee de vierde single die een nummer-1 positie scoorde in de Billboard Hot 100. In Australië, Canada en Engeland haalde "Bootylicious" een plek in de top 5.
Door de populariteit van het nummer, werd het woord "Bootylicious" destijds vaak gebruikt in de straattaal. In 2004 werd het woord opgenomen in de Oxford English Dictionary.
De bijhorende videoclip is geregisseerd door Matthew Rolston.

## Tracklijst
| Nr. | Titel                                                         | Duur |
| --- | ------------------------------------------------------------- | ---- |
| 1.  | Bootylicious                                                  | 3:27 |
| 2.  | Survivor (Jameson Full Vocal remix)                           | 6:18 |
| 3.  | Survivor (Digital Black-n-Groove)                             | 3:58 |
| 4.  | Survivor (CB200 Club Anthem mix)                              | 6:21 |
| 5.  | Independent Women Part I (live tijdens de Brit Awards (2001)) | 3:52 |

| Nr. | Titel                        | Duur |
| --- | ---------------------------- | ---- |
| 1.  | Bootylicious (albumversie)   | 3:27 |
| 2.  | Bootylicious (Ed Case remix) | 4:45 |

| Nr. | Titel                                    | Duur |
| --- | ---------------------------------------- | ---- |
| 1.  | Bootylicious (albumversie)               | 3:27 |
| 2.  | Bootylicious (Richard Vission's V-Quest) | 6:08 |

| Nr. | Titel                                    | Duur |
| --- | ---------------------------------------- | ---- |
| 1.  | Bootylicious (albumversie)               | 3:27 |
| 2.  | Bootylicious (Richard Vission's V-Quest) | 6:08 |
| 3.  | Bootylicious (Richard Vission's DJ Dub)  | 5:29 |
| 4.  | Bootylicious (Big Boyz remix)            | 3:32 |
| 5.  | Bootylicious (Case remix)                | 4:46 |

## Hitnoteringen

### Nederlandse Top 40
| Hitnotering: 07-07-2001 t/m 22-09-2016 | Hitnotering: 07-07-2001 t/m 22-09-2016 | Hitnotering: 07-07-2001 t/m 22-09-2016 | Hitnotering: 07-07-2001 t/m 22-09-2016 | Hitnotering: 07-07-2001 t/m 22-09-2016 | Hitnotering: 07-07-2001 t/m 22-09-2016 | Hitnotering: 07-07-2001 t/m 22-09-2016 | Hitnotering: 07-07-2001 t/m 22-09-2016 | Hitnotering: 07-07-2001 t/m 22-09-2016 | Hitnotering: 07-07-2001 t/m 22-09-2016 | Hitnotering: 07-07-2001 t/m 22-09-2016 | Hitnotering: 07-07-2001 t/m 22-09-2016 | Hitnotering: 07-07-2001 t/m 22-09-2016 | Hitnotering: 07-07-2001 t/m 22-09-2016 |
| Week:                                  | 1                                      | 2                                      | 3                                      | 4                                      | 5                                      | 6                                      | 7                                      | 8                                      | 9                                      | 10                                     | 11                                     | 12                                     |                                        |
| -------------------------------------- | -------------------------------------- | -------------------------------------- | -------------------------------------- | -------------------------------------- | -------------------------------------- | -------------------------------------- | -------------------------------------- | -------------------------------------- | -------------------------------------- | -------------------------------------- | -------------------------------------- | -------------------------------------- | -------------------------------------- |
| Positie:                               | 26                                     | 24                                     | 8                                      | 3                                      | 3                                      | 4                                      | 7                                      | 10                                     | 15                                     | 20                                     | 25                                     | 36                                     | uit                                    |

### NederlandseSingle Top 100
| Hitnotering: 21-07-2001 t/m 27-10-2001 | Hitnotering: 21-07-2001 t/m 27-10-2001 | Hitnotering: 21-07-2001 t/m 27-10-2001 | Hitnotering: 21-07-2001 t/m 27-10-2001 | Hitnotering: 21-07-2001 t/m 27-10-2001 | Hitnotering: 21-07-2001 t/m 27-10-2001 | Hitnotering: 21-07-2001 t/m 27-10-2001 | Hitnotering: 21-07-2001 t/m 27-10-2001 | Hitnotering: 21-07-2001 t/m 27-10-2001 | Hitnotering: 21-07-2001 t/m 27-10-2001 | Hitnotering: 21-07-2001 t/m 27-10-2001 | Hitnotering: 21-07-2001 t/m 27-10-2001 | Hitnotering: 21-07-2001 t/m 27-10-2001 | Hitnotering: 21-07-2001 t/m 27-10-2001 | Hitnotering: 21-07-2001 t/m 27-10-2001 | Hitnotering: 21-07-2001 t/m 27-10-2001 | Hitnotering: 21-07-2001 t/m 27-10-2001 |
| Week:                                  | 1                                      | 2                                      | 3                                      | 4                                      | 5                                      | 6                                      | 7                                      | 8                                      | 9                                      | 10                                     | 11                                     | 12                                     | 13                                     | 14                                     | 15                                     |                                        |
| -------------------------------------- | -------------------------------------- | -------------------------------------- | -------------------------------------- | -------------------------------------- | -------------------------------------- | -------------------------------------- | -------------------------------------- | -------------------------------------- | -------------------------------------- | -------------------------------------- | -------------------------------------- | -------------------------------------- | -------------------------------------- | -------------------------------------- | -------------------------------------- | -------------------------------------- |
| Positie:                               | 11                                     | 5                                      | 7                                      | 11                                     | 17                                     | 20                                     | 19                                     | 22                                     | 22                                     | 33                                     | 41                                     | 52                                     | 68                                     | 73                                     | 85                                     | uit                                    |

## Releasedata
| Land                | Releasedatum | Formaat               | Label    |
| ------------------- | ------------ | --------------------- | -------- |
| Verenigde Staten    | 20 mei 2001  | Cd-single, 12"-single | Columbia |
| Australië           | 3 juli 2001  | Cd-single, 12"-single | Columbia |
| Verenigd Koninkrijk | 23 juli 2001 | Cd-single, 12"-single | Columbia |